# Cybianthus fendleri
Cybianthus fendleri är en viveväxtart som beskrevs av Carl Christian Mez. Cybianthus fendleri ingår i släktet Cybianthus, och familjen viveväxter. Inga underarter finns listade i Catalogue of Life.